# Magistrato alla Sanità

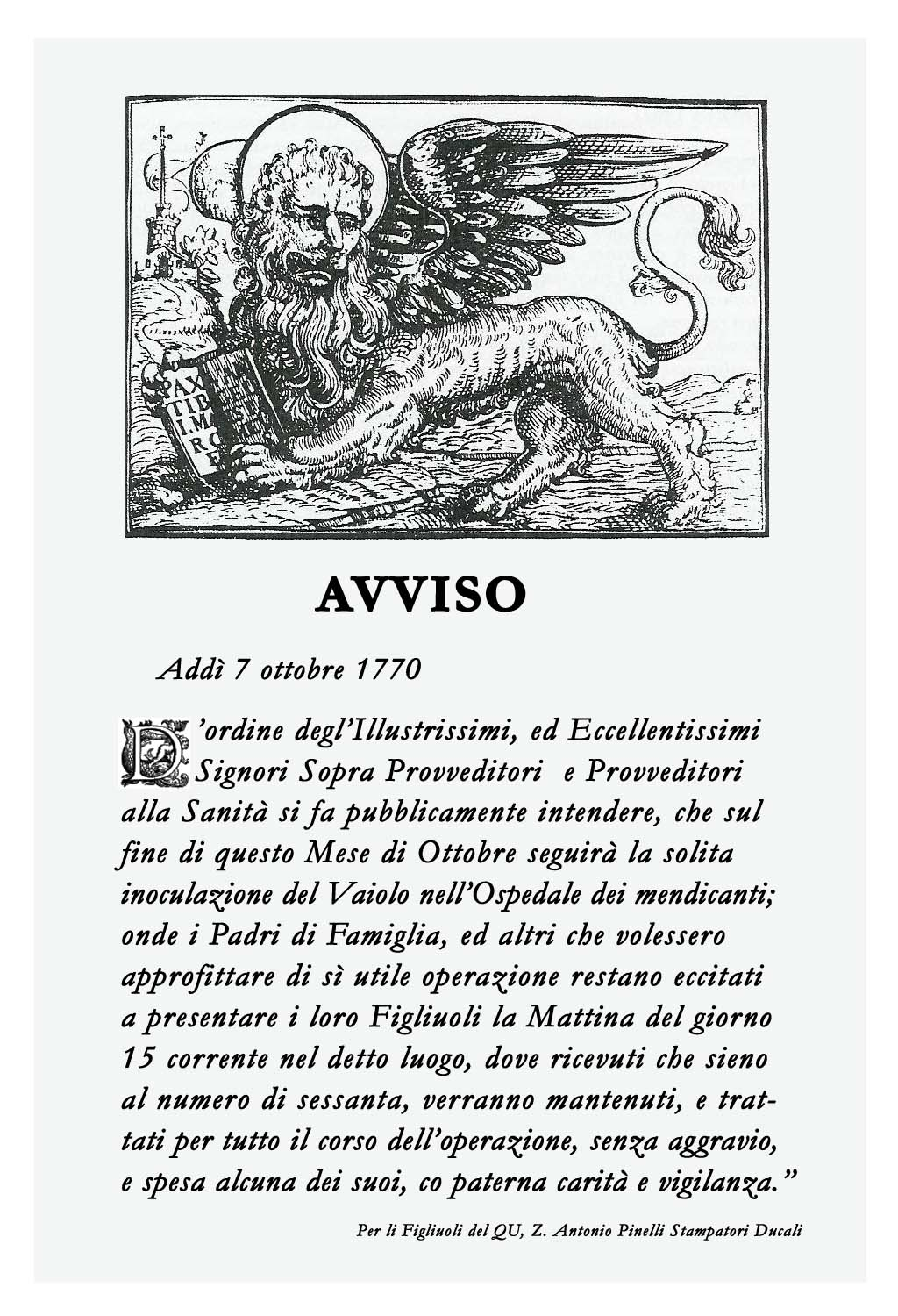
Avviso di inoculazione antivaiolosa 1770

Il Magistrato alla Sanità era una magistratura della Repubblica di Venezia che accorpava i Provveditori e i Sopraprovveditori sopra la Sanità.

## Composizione e compiti

### I Provveditori
La Repubblica di Venezia istituì la magistratura permanente dei Provveditori alla Sanità nel 1485. Tale magistratura nacque per vigilare l'igiene pubblica nello Stato, con particolare attenzione al prevenire il diffondersi nel territorio veneto di epidemie provenienti dall'estero.
I tre Provveditori erano inizialmente nominati dal Senato Veneto. Nel 1537 questo compito fu arrogato dal Maggior Consiglio che, nel 1556, vi aggiunse due Sopraprovveditori, con il compito di controllare, in nome della Repubblica, l'operato dei Provveditori. A Provveditori e Sopraprovveditori fu attribuita la facoltà di pronunciare sentenze capitali. Nel 1563 fu formalizzata la prassi di ricorso verso le loro decisioni per mezzo di un Collegio di dieci Savi che venivano eletti caso per caso in seno al Senato Veneto.
I Provveditori e Sopraprovveditori alla Sanità mantennero il loro nome fino alla Caduta della Repubblica di Venezia, e nel 1797 furono sostituiti dapprima da un Comitato di Sanità e poi da altre Magistrature.

### Compiti
Non si deve però pensare a una mera organizzazione di difesa delle frontiere dai portatori di contagio. L'attenzione della Repubblica di Venezia alla prevenzione e la cura delle malattie fu molto intensa: introdusse non solo una organizzazione ramificata in tutto il Territorio Lagunare, ma anche munì di Uffici Sanitari tutte le città del Dominio. La vigilanza dei Provveditori sopra la Sanità si esercitava su uno spettro molto vasto: sui collegi dei barbieri, dei fisici e dei medici, sui generi alimentari, sui lazzaretti, sulla nettezza urbana e la pulizia dei contenitori di acqua potabile, sulle prostitute, sulle sepolture, sulle strutture di accoglienza, su vagabondi e mendicanti.
Questa Magistratura veneziana fu la seconda in Italia, dopo l'Ospedale di Santa Maria degli Innocenti in Firenze, a introdurre il metodo dell'inoculazione (detta anche "innesto" o "variolizzazione") antivaiolosa, e la prima a proporre, pubblicamente e gratuitamente, questa tecnica di immunizzazione, che affiorava a quel tempo in Europa dagli insegnamenti delle medicine orientali.

## Archivio
L'archivio dei Provveditori alla Sanità copre un arco di quasi quattrocento anni; contiene gran quantità di documenti sulle condizioni sanitarie di Venezia e su quelle di altri Stati, grazie allo scambio di informazioni implementato dai Provveditori con analoghe Magistrature estere.
L'inventario analitico di tale archivio è stato effettuato da Salvatore Carbone nel 1962. Il lavoro, corredato da indice dei nomi di persona e indice delle località, è pubblicato in:
"Provveditori e Sopraprovveditori alla Sanità della Repubblica di Venezia. Carteggio con i rappresentanti diplomatici e consolari veneti all'estero e con uffici di Sanità esteri corrispondenti. Inventario, Roma 1962, pp. 92 (Quaderni della Rassegna degli Archivi di Stato, 21)".